# Активное шумоподавление
Активное шумоподавление — способ устранить нежелательный шум с помощью наложения, в противофазе, специально сгенерированного звука.

## Принцип работы
Звук — это P-волна, которая состоит из двух стадий: сжатие и разрежение. Шумоподавляющий динамик издаёт звуковую волну с той же амплитудой, но с перевернутой фазой (антифаза) исходного звука. Волны в процессе интерференции складываются  и подавляют друг друга.

## История
- 1934 — первый патент на систему управления шумом был выдан изобретателю Полу Люгу (Paul Lueg). Номер патента США — 2,043,416. В патенте описано как погасить синусоидальные сигналы и произвольные звуки в области вокруг громкоговорителя путём инвертирования полярности[1].
- 1950-е — Фогель[англ.] создал системы подавления шума в вертолётах и кабинах самолётов. Патенты США: 2,866,848; 2,920,138; 2,966,549.
- 1957 — Уиллард Микер разработал схему и рабочую модель системы активного шумоподавления, которая применяется в накладных наушниках. Она подавляла шум на полосе частот от 50 до 500 Гц с максимальным затуханием около 20 дБ.[1]
- 1986 — Дик Рутан и Джина Игер использовали прототип гарнитуры, построенный профессором Массачусетского института доктором Амаром Боуз (Bose), во время своего беспосадочного полёта вокруг Земли.[2][3]
- 1992 — Nissan выпустила первый серийный автомобиль (Nissan Bluebird) с активной системой шумоподавления.[4]